# LEDVANCE
A LEDVANCE GmbH, com sede em Munique na Alemanha, é uma empresa multinacional de produtos para iluminação. A empresa se origina a partir da divisão de lâmpadas OSRAM Licht AG desde Julho de 2016. Segundo informações próprias, a empresa emprega cerca de 9.000 pessoas em 120 países em todo o mundo, incluindo o Brasil.  

## História
Em abril de 2015, foi anunciado que a Osram iria migrar seu negócio de lâmpadas para iluminação geral com pouco mais de um terço de seus funcionários.  Em junho de 2015, o conselho de supervisão da Osram Licht AG concordou com a negociação de sua divisão de lâmpadas com produtos como lâmpadas LED, lâmpadas halógenas e lâmpadas fluorescentes compactas. Desde 1 de Julho de 2016, a LEDVANCE opera como uma empresa juridicamente independente sob a gestão do CEO Jes Munk Hansen. A empresa LEDVANCE tem a permissão do uso das marcas OSRAM e SYLVANIA (nos Estados Unidos e Canadá) para seus produtos. 
O nome foi criado a partir das palavras "LED" (representando o core business) e "Advance" significando o progresso.  No final de julho de 2016, Osram anunciou que Ledvance seria vendido por mais de 400 milhões de euros a um consórcio chinês. Espera-se que os novos proprietários com um terço cada sejam o fabricante chinês de fontes de luz MLS e os investidores financeiros chineses Yiwu e IDG.  A venda está atualmente a ser avaliada pelas autoridades reguladoras.  A conclusão da transação é esperada durante o ano fiscal de 2017, aguardando aprovação regulamentar. 
No Brasil, o CEO da companhia é o executivo Everton Mello. 

## Auditoria
Atualmente a LEDVANCE é auditada pela RSM, uma firma com bandeira internacional, com escritórios espalhados pelo mundo, ao todo são 110 firmas de auditoria independente, com um total de mais de 37.500 colaboradores pelo mundo.